# 愛まで待てない (曲)
「愛まで待てない」（あいまでまてない）は、日本の歌手、沢田研二の61作目のシングル。1996年9月6日に東芝EMIのイーストワールド・レーベルより発売された。

## 解説
- 沢田のデビュー30周年記念作品で、同年発売のアルバム『愛まで待てない』先行シングル。ジャケットに「30th JULIE KENJI SAWADA 1966-1996」というロゴが特記されている。
- この楽曲は沢田のシングル曲中で最もBPMが早い。当時のインタビューでは、吉田光（DER ZIBET）が作った原曲はもっと遅いものだったが、沢田の要望でどんどんBPMを上げていった結果、このようなハイテンションナンバーになったという。ただしメロディーはそのままで、あくまでBPMを上げたのみとのこと（そのため作曲者名は吉田のままになっている）。
- イントロからアウトロの終わりまで、演奏中常にステージを端から端まで走りながら歌い上げるというパフォーマンスを披露している。
- カップリング曲はソロ・デビュー曲「君をのせて」（1971年）のリメイクで、1990年にCMソングとして使用されたバージョンの音源化。

## 収録曲
1. 愛まで待てない
作詞:覚和歌子、作曲:吉田光、編曲:白井良明
2. 君をのせて 1990 version
作詞:岩谷時子、作曲:宮川泰、編曲:吉田建